# 莫里兹·康托尔
莫里兹·贝内迪克特·康托尔（德語：Moritz Benedikt Cantor，1829年8月23日—1920年4月10日）是一位德国数学史家。

## 简历
1829年8月23日，他出生在德国巴登-符腾堡州的曼海姆，来自一个从葡萄牙移民到荷兰的家族，而另一支则定居在了俄罗斯。少年时因健康原因没有入校，后来被曼海姆高级中学录取。1948年他考入海德堡大学，不久又转入哥廷根大学，受教于卡尔·弗里德里希·高斯和安里西·韦伯的指导。在那里，斯特恩唤醒了他对历史研究的强烈兴趣。
1851年在取得海德堡大学博士学位后，他去了柏林，在那里他急切地听讲约翰·彼得·古斯塔夫·勒热纳·狄利克雷的授课。在1853年回到海德堡后，他被聘为大学私人讲师，1863年晋升为助理教授，1877年成为一名名誉教授。
康托尔是《化学、物理和数学评刊》（Kritische Zeitschrift für Chemie, Physik, und Mathematik）创始人之一。1859年，他作为《数学与物理学报》（Zeitschrift für Mathematik und Physik）编辑奥斯卡·泽维尔·施勒米尔希（Oscar Xavier Schlömilch）的助手，主要负责历史和文学部分。自1877年以来，在他的努力下，《学报》又增补了标题为《数学史随笔》（Abhandlungen zur Geschichte der Mathematik）的独立版块。
1851年，康托尔《有关一个不太常见的坐标系》（Über ein Weniger Gebräuchliches Coordinaten-System）的博士论文尚未显现出他将丰富数学这门精确科学的历史迹象。他的第一篇重要著作是发表在1856年《数学与物理学报》第一卷中的《当前欧洲数学发展的介绍》（Über die Einführung Unserer Gegenwärtigen Ziffern in Europa）。
他最出名的著作是《数学史讲义》，它全面揭示了数学发展的历程： 
- 第1卷（1880年）—从最早的时候到1200年；
- 第2卷（1892年）—从1200年到1668年；
- 第3卷（1894年-1896年）—从1668年到1758年。
- 第4卷（1908年，有9位合作者，康托尔编辑）—从1758年到1799年。

许多历史学家相信他在这一领域建立了一门新学科，迄今为止其他的历史领域还没有健全、认真和批判性的方法。
1900年，莫里兹.康托尔荣幸地被邀请在巴黎国际数学家大会上对全体会员发表演讲。1920年4月10日，他在海德堡去世，享年90岁。

## 备注
1. ↑  Smith, David Eugene. . Bull. Amer. Math. Soc. 1909, 15 (7): 352–357  [2017-10-04]. doi:10.1090/s0002-9904-1909-01781-1. （原始内容存档于2021-02-26）.
2. ↑  Scott, Charlotte Angas.  (PDF). Bull. Amer. Math. Soc. 1900, 7 (2): 57–79  [2017-10-04]. doi:10.1090/s0002-9904-1900-00768-3. （原始内容 (PDF)存档于2021-01-27）.